# David Horowitz

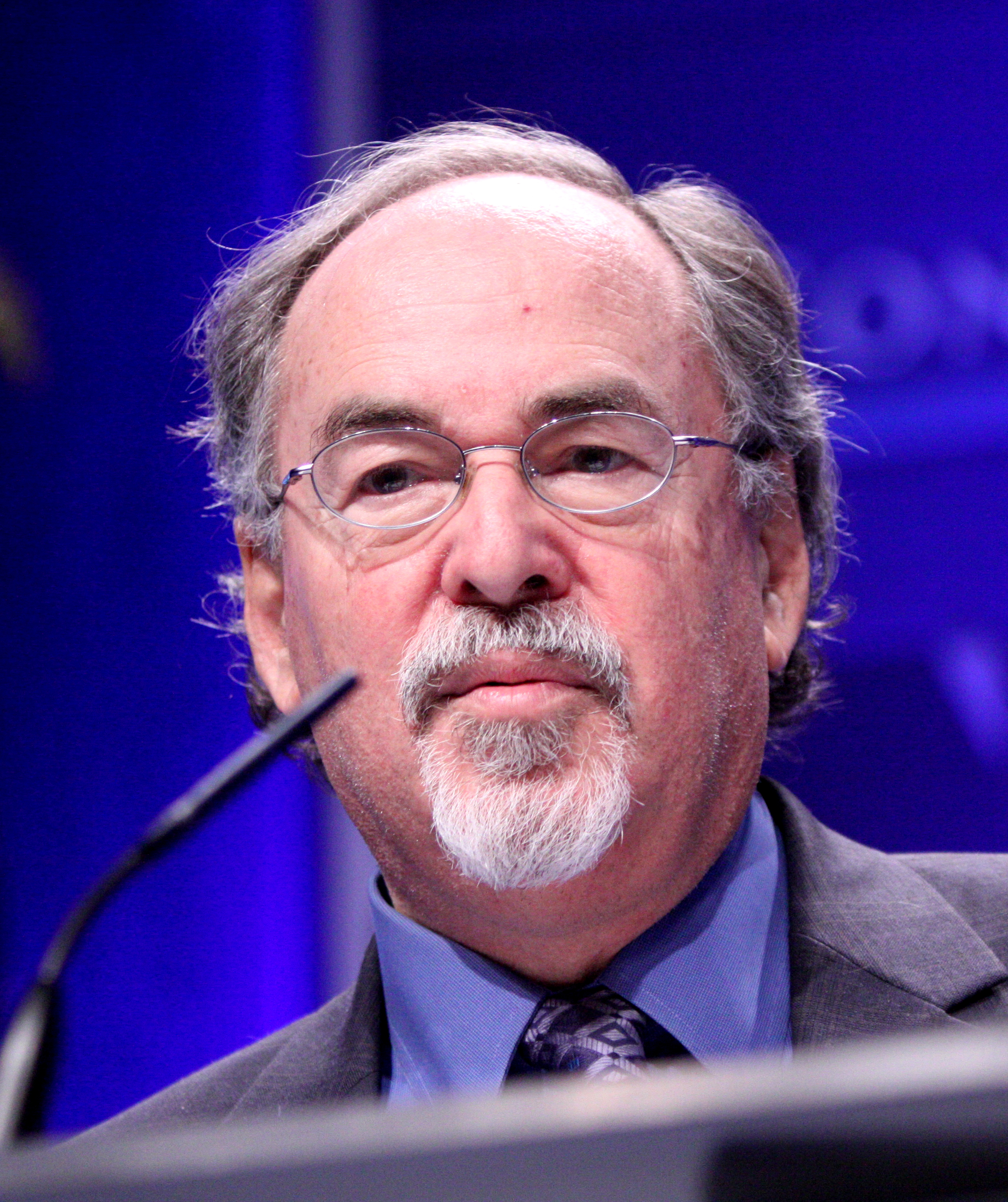
David Horowitz (2011)

David Joel Horowitz (* 10. Januar 1939 in New York City; † 29. April 2025) war ein US-amerikanischer Publizist und Aktivist. In den 1960er Jahren gehörte er zu den Protagonisten der Neuen Linken in den USA, später nahm er konservative Positionen ein.

## Leben
Horowitz entstammt einer säkularen jüdischen Lehrerfamilie und wuchs im New Yorker Stadtbezirk Queens auf. Seine Eltern waren Mitglieder der Kommunistischen Partei der USA. Er studierte Englische Philologie an der Columbia University (Bachelor 1959) und Englische Literatur an der University of California, Berkeley (Master 1961).
Danach war er Mitarbeiter der Bertrand Russell Peace Foundation in London. In Großbritannien bewegte er sich in linksintellektuellen Kreisen; zu seinen Freunden zählte u. a. der britische marxistische Historiker Isaac Deutscher. Seine Geschichte des Kalten Krieges (1965) gehörte zur revisionistischen Position um William A. Williams. 1968 wurde er Herausgeber der religiös-linken politischen Zeitschrift Ramparts und knüpfte Kontakte zu Huey Newton, einem Gründungsmitglied der afroamerikanischen Bürgerrechtsbewegung Black Panther Party. Nach der unaufgeklärten Ermordung einer Buchhalterin der Bewegung begann Horowitz nach eigener Aussage sich von der politischen Linken zu distanzieren, da er die Black Panthers hinter dem Mord vermutete.
In den 1980er Jahren bekannte er sich über die politische Publizistik zum Konservatismus. 1985 unterstützte er publizistisch die Präsidentschaftskandidatur von Ronald Reagan. Er sprach sich auch für die Präsidentschaftskandidatur von Donald Trump aus. Als Trump 2020 die US-Präsidentschaftswahl verlor, bezeichnete Horowitz dies als größten Betrug in der Geschichte des Landes und warnte vor einer kommunistischen Übernahme des Landes.
Finanziert von rechten Unterstützern, startete Horowitz eine Reihe von Projekten, unter anderem das Center for the Study of Popular Culture (heute: David Horowitz Freedom Center) auf, das sich gegen die politische Linke wendet. Es zeichnet den Man of the Year aus, Steve Bannon gewann den Preis zweimal. 1992 gründete er mit seinem Weggefährten Peter Collier das Nachrichtenmagazin Heterodoxy und später das Online-Magazin FrontPage Magazine, das als rechts bis rechtsaußen eingeordnet wird. 2003 begann er mit der Kampagne Students for Academic Freedom. 2004 gründete er die antisozialistische Plattform Discover the Networks, die der Beobachtung von Netzwerken der politischen Linken dient. Zu den finanziellen Unterstützern von Horowitz zählten die Bradley Foundation (von Allen-Bradley-Erben) und die Scaife Foundation (Richard Mellon Scaife).
In seinem Buch The Professors: The 101 Most Dangerous Academics in America von 2006 kritisierte er 101 Wissenschaftler für deren vermeintlich politisch motivierte, anstatt akademisch neutrale Arbeit. Er stellte eine Academic Bill of Rights auf, welche Diversität an Perspektiven sicherstellen solle, indem Universitätsmanager vermehrt über die Lehrinhalte an den Universitäten wachen. Die American Association of University Professors lehnte den Gesetzesvorschlag mit der Begründung ab, dass er akademische Freiheit nicht beschütze, sondern in Wirklichkeit einschränke. Die Professoren sprachen sich dafür aus, dass es deren wissenschaftlicher Expertise unterliegen sollte, ob z. B. die Evolutionstheorie gelehrt werde – dies sollte nicht als Indoktrination dargestellt werden, nur weil es auch andere Perspektiven als die Evolutionstheorie gibt. Das Anliegen von Horowitz wurde 2005 im Repräsentantenhaus von Pennsylvania debattiert; die Mehrheit der Abgeordneten stimmte für ein Select Committee on Student Academic Freedom.
Er ist Autor zahlreicher politischer und historischer Bücher, die zum Teil auch ins Deutsche übersetzt wurden. Unter seinen Werken sind Familiengeschichten der Rockefellers, Kennedys, Fords und Roosevelts. Er war vielfach Gast in Talkshows und Nachrichtensendungen u. a. in den Programmen von ABC, CNBC, CNN, C-SPAN, Fox News und MSNBC.
Horowitz war in vierter Ehe mit April Mullvain Horowitz verheiratet. Aus seiner ersten Ehe mit Elissa Horowitz gingen vier Kinder hervor, darunter der Unternehmer und Investor Ben Horowitz. Den Tod seiner Tochter Sarah Rose, die 2008 mit 44 Jahren verstarb, verarbeitete Horowitz in seinem Buch A Cracking of the Heart.

## Auszeichnungen
- 1978: Guggenheim-Stipendium
- 1990: Teach Freedom Award (durch US-Präsident Ronald Reagan)

## Schriften (Auswahl)
- Anatomie unserer Zeit. Kapitalismus und Sozialismus in Schmelztiegel. Europa Verlag, Wien 1964.
- hrsg.: Marx and Modern Economics. MacGibbon & Kee, London 1968.
- hrsg.: Strategien der Konterrevolution. März-Verlag, Darmstadt 1969.
- Kalter Krieg. Hintergründe der US-Aussenpolitik von Jalta bis Vietnam. 2 Bände, Wagenbach, Berlin 1969.
- Imperialismus und Revolution. Neue Fakten zur gegenwärtigen Geschichte. Wagenbach, Berlin 1970 (Orig. The Free World Colossus, 1965).
- Big Business und Kalter Krieg. März-Verlag, Frankfurt am Main 1971.
- mit Peter Collier: Die Rockefellers. Eine amerikanische Dynastie. Ullstein, Frankfurt am Main 1976, ISBN 3-550-07341-0.
- mit Peter Collier: Die Kennedys. Ein amerikanisches Drama. Siedler, Berlin 1985, ISBN 3-88680-151-9.
- The Fords: An American Epic. Summit Books/Simon & Schuster, New York 1987, ISBN 0-671-66951-6.
- mit Peter Collier: The Roosevelts: An American Saga. Simon & Schuster, New York 1994, ISBN 0-684-80140-X.
- Radical Son: A Generational Odyssey. The Free Press, New York 1997, ISBN 0-684-82793-X.
- How to Beat the Democrats and Other Subversive Ideas. Spence Publishing, Dallas 2002, ISBN 1-890626-41-4.
- Uncivil Wars: The Controversy over Reparations for Slavery. Encounter Books, New York 2002, ISBN 1-893554-44-9.
- Left Illusions: An Intellectual Odyssey. Spence Publishing, Dallas 2003, ISBN 1-890626-51-1.
- mit Peter Collier: The Anti-Chomsky Reader. Encounter Books, New York 2004, ISBN 1-893554-97-X.
- The Professors: The 101 Most Dangerous Academics in America. Regnery Publishing, Washington, D.C., 2006, ISBN 0-89526-003-4.
- Indoctrination U.: The Left’s War Against Academic Freedom. Encounter Books, New York 2007, ISBN 1-59403-190-8.
- Blitz: Trump Will Smash The Left And Win. Humanix Books, New York 2020, ISBN 1-63006-138-7